# Entada abyssinica
Espèce
Classification APG III (2009)

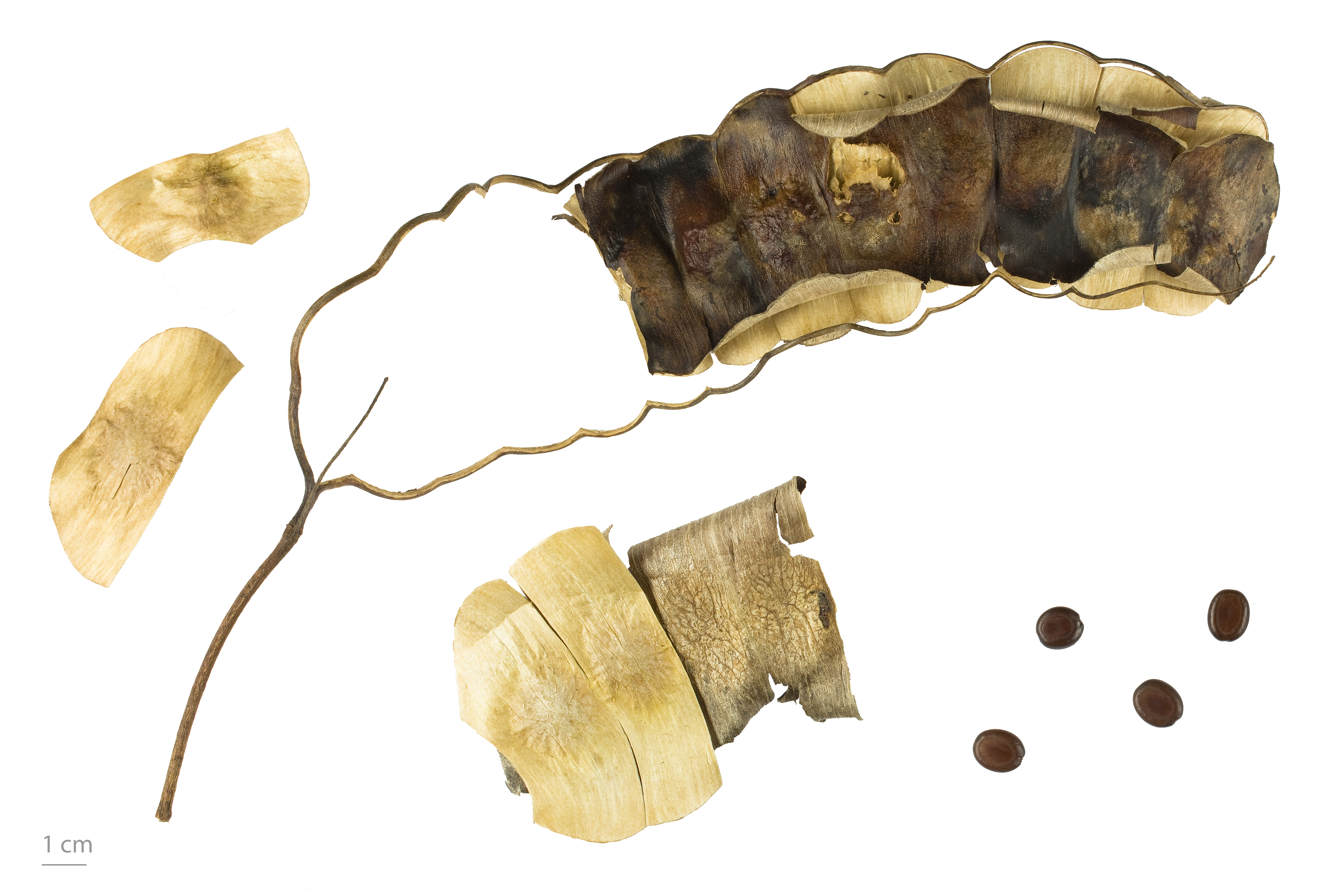
Entada abyssinica au Muséum de Toulouse.

Entada abyssinica est une espèce de plantes à fleurs de la famille des Fabaceae. C'est un arbre de taille faible à moyenne (de 10 à 15 m de hauteur) des savanes de l'est africain.
Les feuilles sont bipennées et les fruits sont de grosses gousses qui se fragmentent entre chaque graine à maturité.